# Vaika-Inseln
Die Vaika-Inseln sind eine unbewohnte Inselgruppe, die 4,3 Kilometer von der größten estnischen Insel Saaremaa entfernt liegt. Sie befindet sich vollständig in der Landgemeinde Saaremaa im Kreis Saare. Die ebenfalls zum Nationalpark Vilsandi gehörende Inselgruppe besteht aus den Inseln Alumine Vaika, Karirahu, Keskmine Vaika, Kullipank, Mustpank und Ülemine Vaika, die zusammen etwa eine Fläche von fünf Hektar umfassen und bis zu drei Meter hoch sind.
Die Inseln wurden im Buch Islands of Estonia beschrieben und auf ihnen wurde das erste geschützte Gebiet eingerichtet.